# Pseudmelisa rubrosignata
Pseudmelisa rubrosignata är en fjärilsart som beskrevs av Sergius G. Kiriakoff 1957. Pseudmelisa rubrosignata ingår i släktet Pseudmelisa och familjen björnspinnare. Inga underarter finns listade i Catalogue of Life.